# شقا
شقا یک منطقهٔ مسکونی در سوریه است که در شهرستان شهبا واقع شده‌است.

## خصوصیات
شقا ۸٬۰۰۰ نفر جمعیت دارد و ۱٬۰۷۰ متر بالاتر از سطح دریا واقع شده‌است.